# Březina (Tišnov)
Pour les articles homonymes, voir Brezina.
Březina (en allemand : Bschesina) est une commune du district de Brno-Campagne, dans la région de Moravie-du-Sud, en République tchèque. Sa population s'élevait à 321 habitants en 2020.

## Géographie
Březina se trouve à 3 km au sud-est du centre de Tišnov, à 20 km au nord-ouest de Brno et à 167 km à l'est-sud-est de Prague.
La commune est limitée par Předklášteří et Tišnov au nord, par Hradčany à l'est, par Heroltice au sud, et par Vohančice à l'ouest.

## Histoire
La première mention écrite de la localité date de 1234.